# José María Amorrortu
José María Amorrortu, né le 22 juillet 1953 à Bilbao (province de Biscaye, Espagne), est un footballeur espagnol reconverti en entraîneur.

## Biographie
Amorrortu joue en faveur de l'Athletic Bilbao de 1973 à 1978, puis du Real Saragosse de 1978 à 1983.
Il dispute un total de 221 matchs en première division espagnole, inscrivant 24 buts. Il réalise sa meilleure performance lors de la saison 1978-1979, où il inscrit 10 buts.
En 1994, Amorrortu devient directeur du centre de formation de l'Athletic Bilbao, poste qu'il occupe jusqu'en 2001. Il est ainsi considéré comme le découvreur de l'attaquant Fernando Llorente. De 2006 à 2011, il occupe le même poste à l'Atlético de Madrid, où il découvre des joueurs tels que David de Gea, Domínguez, Koke Resurrección ou Pulido. En 2011, il retourne à l'Athletic Bilbao.
Il entraîne l'Athletic Bilbao en première division lors des saisons 1994-1995 et 1995-1996. Il entraîne ensuite le SD Eibar en deuxième division (2003-2004) et la Real Sociedad en première division (2004-2006).